# Het Grote Sinterklaasverhaal
Het Grote Sinterklaasverhaal is een Nederlandse televisieserie die voor het eerst werd uitgezonden in 2000, op kinderzender Kindernet. De afleveringen van de televisieserie werden later samengevat tot een film die 120 minuten duurt. Deze is nog steeds op dvd te koop en wordt ook nog regelmatig rond Sinterklaastijd op TV uitgezonden. Het initiatief om deze serie te maken komt van de Nederlands-Turkse regisseur en toenmalig programmaleider van Kindernet Riza Seref.

## Het verhaal
Gigi Dietrich is een Duitse 48-jarige zakenvrouw die als kind nooit een cadeautje van Sinterklaas heeft gekregen. Ze was erg vervelend. Na al die jaren dat ze door de Sint is overgeslagen, heeft ze zo’n hekel aan hem gekregen, dat ze wraak op hem wil nemen.
Ze woont samen met haar nichtje Ria en haar twee honden in een groot huis. Wanneer Gigi in de krant leest dat Sinterklaas weer naar Nederland komt, besluit ze hem te straffen. Ze gaat naar haar geheime, ondergrondse laboratorium, waar professor Brausenthaler voor haar werkt. Na enig nadenken weet ze hoe ze de Sint te grazen kan nemen: professor Brausenthaler moet een robot maken die op de echte Sinterklaas lijkt. Deze robot moet gaan stelen, zodat iedereen een hekel aan de echte Sint krijgt.
De professor gaat meteen aan de slag, maar als hij klaar is, blijkt dat Gigi allesbehalve tevreden is. De robot lijkt helemaal niet op Sinterklaas. Gigi beveelt professor Brausenthaler een nieuwe robot te maken, maar voor een levensechte Sint heeft hij stukjes van de echte Sint nodig: een stukje van de baard, een stukje van de mantel en vingerafdrukken. Sinterklaas loopt echter al jaren het huis van Gigi voorbij, maar Gigi bedenkt een plannetje.
Gigi en Ria gaan samen naar de intocht van Sinterklaas. Gigi wil ervoor zorgen dat Sinterklaas bijna een ongeluk krijgt, zodat zij hem kan redden en hem zo kan uitnodigen om bij haar te komen eten. Haar plan lukt: de Sint krijgt bijna een bankstel op zijn hoofd, maar Gigi trekt hem op het laatste moment weg. Gigi nodigt hem uit bij haar te komen eten.
De dag van het etentje breekt aan en Gigi moet de stukjes van de Sint zien te verzamelen. Dat doet ze zonder dat Sinterklaas en de twee Pieten het door hebben. Zo spuugt ze ‘per ongeluk’ kauwgom in de baard van Sinterklaas, die ze eruit zal moeten knippen, laat ze tijdens het eten haar mes vallen, zodat ze onder de tafel een stukje van de mantel van de Sint kan snijden, en laat ze Sinterklaas zijn handen in cement drukken ‘om het bezoek te vereeuwigen’. Hiermee gaat professor Brausenthaler aan de slag en maakt nu wel een sprekend lijkende robot.
Op een dag, als Sinterklaas ’s avonds laat de cadeautjes aan het rondbrengen is, komt hij Tim tegen. Tim leeft al een half jaar op straat en heeft geen vaste verblijfplaats. Omdat hij een oude dame haar tas, die door een groep jongens was gestolen, heeft teruggegeven, vraagt Sinterklaas hem of hij Hulppiet wil worden. Dat aanbod neemt hij graag aan.
Ria moet ondertussen, verkleed als Zwarte Piet, samen met de robot winkels en gezinnen gaan bestelen. Na enkele inbraken stelen ze divers huisraad bij een gezin dat een videocamera prompt nog aan heeft laten staan, waardoor de slechte daden van Sinterklaas ineens wereldnieuws worden. Nadat de robot ook nog eens een winkelcentrum leeghaalt en 10 miljoen van de bank steelt, wordt de echte Sinterklaas gearresteerd. Hij wordt schuldig bevonden, omdat de vingerafdrukken van hem en de dader overeenkomen.
Ondertussen is tussen Ria en Macho-Piet, die ook op het etentje van Gigi was, een geheime liefde opgebloeid. Wanneer Ria op een avond de honden van Gigi gaat uitlaten, komt ze Macho-Piet tegen. Voor het huis van Gigi zoenen ze, wat Gigi vanuit huis ontdekt. De volgende ochtend spreekt Gigi Ria erop aan, waarop Ria wil vertrekken. Toch weet Gigi haar (met een zak spekkies) over te halen om te blijven.
Er wordt besloten om Sinterklaas niet op te sluiten in de gevangenis, maar hij moet per direct het land uit. Hij wordt door honderden kinderen uitgesnauwd. Ria komt nog even afscheid nemen van Macho-Piet en geeft hem een brief die hij pas in Spanje mag lezen. Tim blijft in Nederland, om te bewijzen dat Sinterklaas onschuldig is. Hij krijgt een toverring van Sinterklaas mee, waarmee hij zich op geheel magische wijze onzichtbaar kan laten maken.
Gigi neemt Ria mee uit om te vieren dat Sinterklaas al vóór 5 december het land uit is. Ondertussen komt Tim de jongens tegen van wie hij de tas van de oude dame heeft afgepakt. Zij willen dat hij hen aan een nieuwe buit helpt en wanneer ze de ring van Tim afpakken, besluit hij toch maar een tasje te stelen. Het slachtoffer wordt Gigi. De jongens geven de ring aan Tim terug, nemen het geld uit het tasje en verdwijnen. Tim vindt in het tasje de bouwtekeningen van de robot van professor Brausenthaler. Hiermee gaat hij naar de politie en doet zijn verhaal, maar hij wordt niet geloofd.
Tim maakt zichzelf onzichtbaar en gaat het huis van Gigi in. Zij krijgt hem echter te pakken met een anti-onzichtbaarheidsspray van de professor. Tim wordt opgesloten in een kooi in het laboratorium van professor Brausenthaler. Hij liegt dat de politie er al aan komt, maar door hem een waarheidsserum toe te dienen, komt Gigi erachter dat hij alleen de tekeningen heeft laten zien.
Als de stoomboot bijna weer in Spanje is, pakt Lijfwacht-Piet de brief van Macho-Piet af en leest hem voor. Ria biecht in de brief op dat Gigi en zij achter de inbraken zitten, samen met de robot die sprekend op Sinterklaas lijkt. Wanneer ze dit nieuws aan Sinterklaas vertellen, keren ze meteen om en gaan terug naar Nederland.
Een tijdje later komt Gigi weer in het nieuws, omdat zij de politie een tip heeft gegeven waardoor alle gestolen spullen teruggevonden zijn. Die middag wordt er ter ere van Gigi een groot feest gehouden. Ria heeft het na deze gemene streek van Gigi echter zo gehad met haar, dat ze vertrekt. Gigi gaat naar haar feest.
Tim weet in Gigi’s huis het waarheidsserum van de professor af te pakken en sprayt het in het gezicht van Brausenthaler. De professor wordt hierdoor zo eerlijk, dat hij niemand meer kwaad kan doen. Hij bevrijdt Tim, die Lijfwacht-Piet tegenkomt. Ze gaan naar het feest van Gigi, waar de Pieten zich voordoen als ober. Gigi ontdekt echter Lijfwacht-Piet en een taartengevecht barst los. Dan komt Sinterklaas binnen en vlak daarna ook professor Brausenthaler met zijn robot. Gigi schiet met het laserpistool van Brausenthaler op de sprinklers in het plafond die water gaan sproeien, waardoor de robot kortsluit en vervolgens ontploft.
Gigi is inmiddels ontsnapt en probeert de grens over te komen. Tim en Sinterklaas volgen haar en met de hulp van Lijfwacht-Piet en het leger weten ze Gigi tegen te houden. Ze krijgt een werkstraf van 5 jaar; ze moet 5 jaar borden afwassen in een staatsgevangenis. Ria trouwt ondertussen met Macho-Piet en zo loopt alles toch nog goed af.

## Acteurs
- Gigi Dietrich/professor Brausenthaler Danny Rook
- Sinterklaas - Fred Butter
- Ria - Smadar Monsinos
- Machopiet - Theo Nabuurs
- Lijfwachtpiet - Sophia Wezer
- Tim - Daniël Bruens
- Krantenjongen / Kleine Gigi – Roy van Iersel
- Gigi's moeder – Christel Rook

Er is ook een aantal bekende Nederlanders met een kleine rol in de serie te zien, zoals Froukje de Both, Wouter Nicolaas (die beiden een rechercheur spelen) en Leo de Later (die zichzelf speelt als nieuwslezer). De moeder van zanger Jan Smit, Gerda Smit is te zien als verkoopster in haar eigen speelgoedwinkel (Bart Smit).
Van de dvd zijn inmiddels 130.000 exemplaren verkocht.

## Trivia
- De film bevat een parodie op een 'Calvé Ketchup'-commercial die in die tijd veel in Nederland werd uitgezonden.

- Gigi Dietrich was al eens eerder gespeeld door Rook; in zijn tiener tv-show, hoewel de originele Gigi een drugs-verslaving had. Omdat deze film op kleine kinderen was gericht, werd het coke snuiven geschrapt, maar haar Duits accent en haar gewelddadig gedrag en temperament, werden intact gehouden.

- Vlak voor de grote climax van de film roept Gigi uit: "Wow, mijn tante Marlene zou zo trots zijn geweest!", Een knipoog naar Marlene Dietrich.

- Wanneer Gigi haar mes laat vallen om een deel van de mantel af te snijden, heeft iedereen een pizza op hun bord. Als ze terugkomt, heeft iedereen inmiddels de pizza opgegeten. Duurde het zo lang voordat ze het mes gevonden had?

- Vlak voordat Gigi de eerste versie van haar 'robot-Sint' afbreekt door hem weg te duwen, zie je de schouder van de man die het Sintpak draagt.

- Als Tim net ontsnapt is uit Gigi haar huis en Lijfwacht-Piet tegenkomt, draagt zij de vermommings kleren. Als ze dan even later in de auto zitten, heeft ze haar Pieten kledij weer aan.
- De muziek die gebruikt wordt komt uit Back to the Future.

## Vervolg
In het najaar van 2009 zou een vervolg verschijnen van de film: Het Grote Sinterklaas Mysterie. Op 5 december 2008 werd in het RTL 4-programma RTL Boulevard de trailer van dit vervolg getoond. De tekst daarvan gaat als volgt: Een eeuwenoud mysterie, een magische kracht, veilig verborgen, valt in verkeerde handen. Kan Sinterklaas het tij nog keren? Volgend jaar, dé familiefilm van 2009: Het Grote Sinterklaasmysterie. De trailer bestaat verder uit verschillende fragmenten uit Het Grote Sinterklaasverhaal, met aan het einde Gigi Dietrich die zegt: "De laatste dagen van de Sint zijn geteld".
In Story nummer 4 (27 januari) 2009 meldt Danny Rook dat het vervolg een miljoen euro gaat kosten. De film zou in oktober 2009 in première gaan. Danny Rook zou zelf weer de rollen van Gigi Dietriech en professor Brausenthaler vertolken.
De producent, Independent Films, is echter met NPS in zee gegaan, waardoor geen ruimte en budget was voor een derde bioscoopfilm in 2009. Tot op heden is er niet meer van een vervolg terechtgekomen.